# Bennechab
Bennechab este o comună din Regiunea Inchiri, Mauritania, cu o populație de 3.596 locuitori.